# Мухамедов, Ибрагим Файзиевич
Ибрагим Файзиевич Мухамедов (1909 год — 15 января 1977 года) — советский хозяйственный, государственный и политический деятель, депутат Совета Союза Верховного Совета СССР 8-го и 9-го созывов.

## Биография
Родился в 1909 году. Член КПСС с 1940 года.
С 1929 года — на хозяйственной, общественной и политической работе. В 1929—1977 гг. — преподаватель педагогических техникумов, мастер цеха, инженер, начальник отдела Ташентского паровозоремонтного завода, инструктор отдела ЦК КП Узбекской ССР, участник Великой Отечественной войны, в аппарате Совета Министров Узбекской ССР, второй секретарь райкома КП УзССР, директор Узбекского металлургического завода имени В. И. Ленина в городе Бекабад.
Избирался депутатом Совета Союза Верховного Совета СССР 8-го и 9-го созывов от Ташкентской области (1970—1978).
Умер в Бекабаде в 1977 году.